# Caterham F1 Team
Caterham F1 Team és un equip de Formula 1, anteriorment anomenat Lotus F1 Racing, que va obtenir una llicència per competir a partir de la temporada 2010.
L'equip va utilitzar els motors anglesos Cosworth en la seva primera temporada, després va passar a utilitzar motors Renault. Els seus primers pilots van ser l'italià Jarno Trulli i el finlandès Heikki Kovalainen, els dos amb experiència en la Fórmula 1. Amb la retirada de la llicència de Lotus Cars i la posterior compra per part dels propietaris de l'equip de Caterham Cars, l'equip de Formula 1 va passar a anomenar-se Caterham F1 en la temporada 2012.

## Orígens
Lotus Cars va disposar d'equip propi a la Fórmula 1 entre les temporades 1958 i 1994 proclamant-se en 6 ocasions campions del campionat de pilots (1963, 1965, 1968, 1970, 1973 i 1978) i en 7 ocasions del campionat de constructors (1963, 1965, 1968, 1970, 1972, 1973 i 1978).

## Resultats
| Temporada | Nom sencer de l'equip | Motor                     | Pneumàtic   | Posició campionat constructors |
| --------- | --------------------- | ------------------------- | ----------- | ------------------------------ |
| 2010      | Lotus F1 Racing       | Cosworth CA2010 V8 (Ford) | Bridgestone | 10                             |
| 2011      | Team Lotus            | Renault RS27 V8 (Renault) | Pirelli     | 10                             |
| 2012      | Caterham F1           | Renault RS27 V8 (Renault) | Pirelli     | 10                             |
| 2013      | Caterham F1 Team      | Renault RS27 V8 (Renault) | Pirelli     | No finalitzat                  |

## Pilots
El pilot que ha realitzat més curses amb l'equip és Heikki Kovalainen amb 58 entre 2010-2012. El que ha obtingut la millor posició Vitali Petrov amb un 11e lloc a Brasil el 2012.
Pilots actuals:
- Charles Pic (2013)
- Giedo van der Garde (2013)

Pilots anteriors:
- Jarno Trulli (2010, 2011)
- Heikki Kovalainen (2010, 2011, 2012)
- Karun Chandhok (2011)
- Vitali Petrov (2012)